# Papirus 117
Papirus 117 (według numeracji Gregory-Aland), oznaczany symbolem {\displaystyle {\mathfrak {P}}^{117}} – grecki rękopis Nowego Testamentu, spisany w formie kodeksu na papirusie. Paleograficznie datowany jest na IV lub V wiek. Zawiera fragmenty 2. Listu do Koryntian.

## Opis
Zachował się tylko fragment jednej karty 2. Listu do Koryntian (7,6-8.9-11).

## Historia
Tekst rękopisu opublikował M. Salvo w 2001 roku. INTF umieścił go na liście rękopisów Nowego Testamentu, w grupie papirusów, dając mu numer 117.
Rękopis datowany jest przez Instytut Badań Tekstu Nowego Testamentu na IV/V wiek.
Cytowany jest w krytycznych wydaniach Nowego Testamentu (NA27).
Obecnie przechowywany jest w bibliotece Uniwersytetu w Hamburgu (Inv. NS 1002).